# Cyprien Ntaryamira
Cyprien Ntaryamira (Mubimbi, Burundi; 6 de marzo de 1955 - Kigali, Ruanda; 6 de abril de 1994) fue presidente de Burundi desde el 5 de febrero de 1994 hasta su muerte cuando el avión en que viajaba fue abatido.

## Biografía
Cyprien Ntaryamira nació en la comuna de Mubimbi en la zona de Mageyo, que forma parte de la provincia de Buyumbura Rural, en lo que entonces era el territorio del que las Naciones Unidas habían hecho responsable a Bélgica en régimen de fideicomiso. En 1972, tras una fallida rebelión Hutu tuvo que dejar el país, al igual que otros miles de hutus. 
En 1982, Ntaryamira se graduó en agricultura por la Universidad Nacional de Ruanda en Kigali. En este periodo se hizo políticamente activo en movimientos socialistas. Volvió a su país natal en 1983 para trabajar como funcionario agrícola. Fue preso político bajo el régimen del Coronel Jean-Baptiste Bagaza por un breve periodo en 1985.
En agosto de 1986 fue miembro fundador y director de política económica del partido Frente para la Democracia en Burundi (FRODEBU), dominado por hutus. El FRODEBU alcanzó el poder tras las primeras elecciones democráticas en 1993, lo que acabó con una larga historia de gobiernos de la minoría Tutsi y la Unión para el Progreso Nacional (UPRONA). El nuevo presidente Melchior Ndadaye nombró a Ntaryamira Ministro de Agricultura.
En octubre de 1993, Ndadaye y sus dos principales colaboradores fueron asesinados, lo que provocó un bloqueo parlamentario y la guerra civil. Nteryamira fue elegido presidente el 5 de febrero de 1994 como solución de compromiso; era un Hutu, pero considerado moderado en la tradición de Ndadaye, mientras que Anatole Kanyenkiko, una figura del UPRONA, fue nombrado primer ministro.

## Muerte
Esta solución duró poco tiempo, ya que el avión que conducía a Ntaryamira y al Presidente de Ruanda, Juvénal Habyarimana, también Hutu, se estrelló al ser derribado por un misil (Atentado del 6 de abril de 1994) cuando iba a aterrizar en el aeropuerto de Kigali, atentado en la que ambos murieron. Estas muertes provocaron el genocidio de Ruanda en los meses posteriores.
El 8 de abril, Sylvestre Ntiybantunganya presidente de la asamblea nacional y colaborador durante mucho tiempo de Ntaryamira tomó el poder.